# Guilhem Molinier
Guilhem Molinier (fl. XIV secolo) è stato poeta e trovatore occitano del XIV secolo, noto per essere stato l'autore delle Leys d'amors.

## Biografia
Guilhem Molinier esercita la professione di avvocato nella città di Tolosa, dove scrive, tra il 1328 e il 1337, le Leys d'amors, una grammatica prescrittiva di versificazione e retorica, realizzata su richiesta fatta dai dirigenti del "Consistori dei sette trovatori di Tolosa". Questo testo era destinato alla consultazione da parte della giuria del Consistori, prima di pronunciarsi per i premi da concedere ai poeti e alla poesia. Nella sua raccolta di forme, di generi e sottogeneri che definiscono la poesia dei trovatori, sarà il manuale essenziale di tutti i poeti in erba. Sembra che Guilhem Molinier non ne sia stato l'unico redattore, ma abbia ricevuto l'aiuto di Marc Bartolomieu e forse anche altri collaboratori, quali German de Gontaut, Guilhem Bernart, Guilhem Bragoza, Guilhem de Roadel, Guilhem Taparas, Joan de Saint-Serni, Joan Flamenc, Peire de la Selva, Philip Elephan e Raimon Gabarra. Le Leys ebbero una grande notorietà, e verranno a influenzare, e ad essere un loro punto di riferimento, i poeti che scrivono in catalano, in galiziano e in italiano.